# Dover Kosashvili
Dover Kosashvili (en hebreo: דובר קוסאשווילי; en georgiano: დოვერ ქოსაშვილი; nacido el 8 de diciembre de 1966) es un director de cine y guionista israelí, de ascendencia georgiana. Estrenó su primera película, titulada Im Hukim, en 1998. Su película Hatuna Meuheret (Late Marriage) fue proyectada en la sección Un certain regard del Festival Internacional de Cine de Cannes de 2001. Su último título, Zug Yonim (Love Birds), es de 2017.

## Filmografía
- Im Hukim (1998)
- Hatuna Meuheret (Late Marriage) (2001)
- Matana MiShamayim (A Gift from the Sky) (2003)
- Infiltration (2009)
- The Duel (2010)
- Ravaka Plus (Single Plus) (2012)
- Zug Yonim (Love Birds) (2017)